# Kathrin Koehler

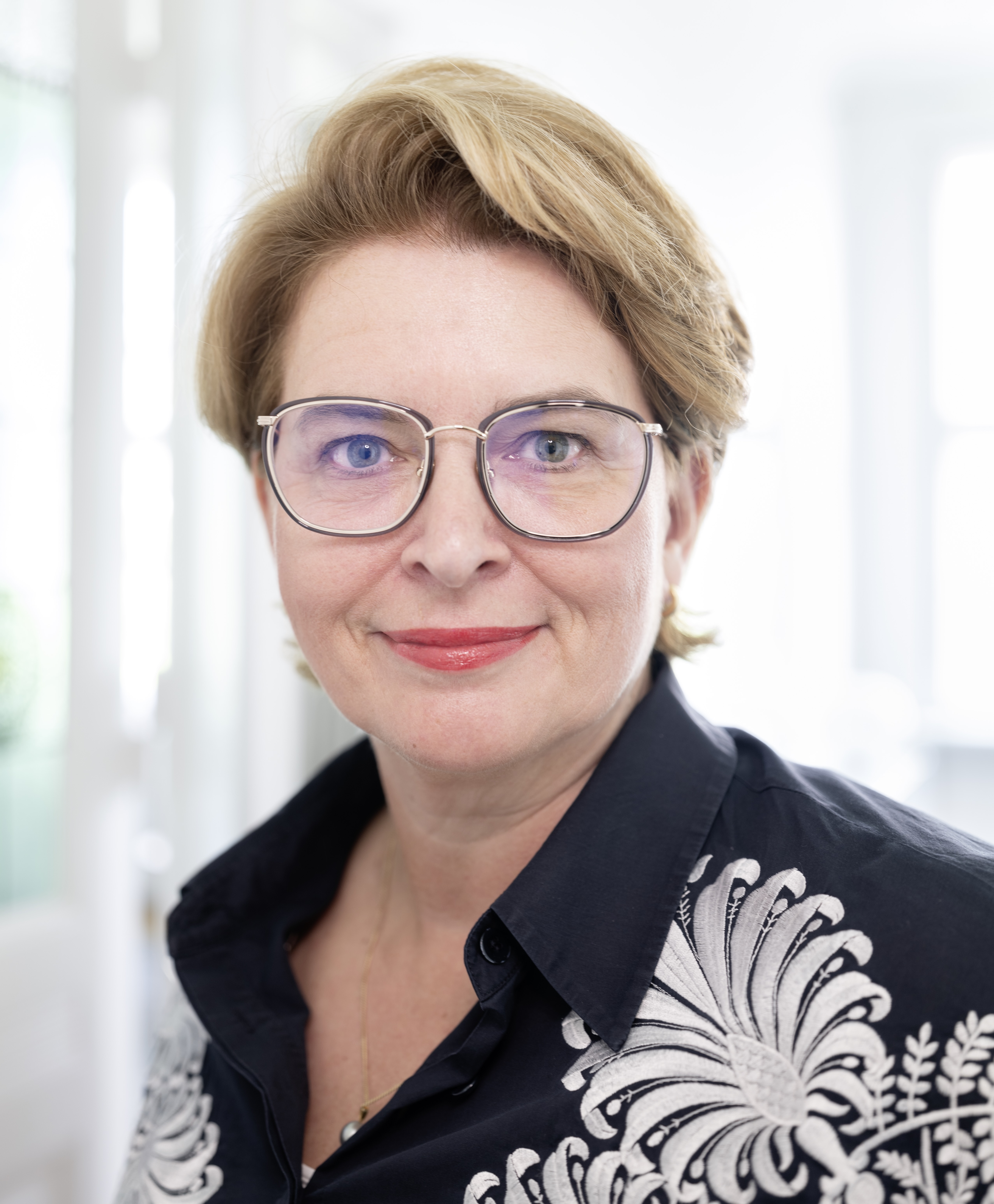
Kathrin Koehler (2023)

Kathrin Koehler (* 9. Oktober 1970) ist eine deutsche Journalistin, Autorin und Coach.
Nach dem Abitur absolvierte Koehler ein Volontariat beim Badischen Tagblatt, wo sie im Anschluss als Redakteurin arbeitete. Von 1994 bis 1999 studierte sie Medienwissenschaften und angewandte Kommunikationsforschung an der Hochschule für Musik, Theater und Medien Hannover. Im Anschluss arbeitete Koehler als Projektmanagerin für die EXPO 2000, Gruner + Jahr und Hubert Burda Media, zuletzt in der Funktion Head of Digital. Seit 2012 ist sie selbständiger Coach für digitales Marketing und LinkedIn. Koehler lebt in Berlin.
Koehler ist die Autorin des Buches “New Networking: Der smarte Weg zu digitaler Sichtbarkeit und souveränem Netzwerken.” Sie tritt medial als Expertin für digitales Marketing und LinkedIn auf, u.a. im Handelsblatt  und bei RTL . Das Fachmagazin Werben & Verkaufen führte Koehler 2023 als eine der “10 people to follow” zum Thema LinkedIn.

## Veröffentlichungen
- New Networking: Der smarte Weg zu digitaler Sichtbarkeit und souveränem Netzwerken. Verlag Franz Vahlen, München 2023, ISBN 978-3-8006-7074-1.